# Neohelluo
Neohelluo angulicollis es una  especie de coleóptero adéfago de la familia Carabidae y el único miembro del género monotípico Neohellulo.